# لز کومبز
لز کومبز (به فرانسوی: Les Combes) یک کمون در فرانسه است که در Canton of Morteau واقع شده‌است.

## خصوصیات
لز کومبز ۱۷٫۵۸ کیلومترمربع مساحت و ۶۹۲ نفر جمعیت دارد.